# Луций Куспий Пактумей Руфин
Луций Куспий Пактумей Руфин (лат. Lucius Cuspius Pactumeius Rufinus) — римский политический деятель первой половины II века.
Отцом Руфина, предположительно, был консул-суффект 126 года Луций Куспий Камерин, род которого происходил из Пергама. Мать Руфина, по всей видимости, происходила из североафриканской семьи Пактумеев. Руфин был включен в состав сената в эпоху правления императора Адриана. В 142 году он занимал должность ординарного консула вместе с Луцием Статием Квадратом. В родном Пергаме на средства Руфина был возведен храм Асклепию. Кроме того, Руфин был жрецом Зевса Олимпийского.
Его внуком был консул 197 году Луций Куспий Руфин.